# Bút ký
Bút ký là thể loại thuộc loại hình ký thường có quy mô tương ứng với truyện ngắn. Bút ký khác truyện ngắn ở chỗ tác giả bút ký không sử dụng hư cấu vào việc phản ánh hiện thực.
Bút ký ghi lại những con người thực và sự việc mà nhà văn đã tìm hiểu, nghiên cứu cùng với những cảm nghĩ của mình nhằm thể hiện một tư tưởng nào đó. Sức hấp dẫn và thuyết phục của bút ký tùy thuộc vào tài năng, trình độ quan sát, nghiên cứu, khám phá, diễn đạt của tác giả đối với các sự kiện được đề cập đến nhằm khám phá ra những khía cạnh “có vấn đề”, những ý nghĩa mới mẻ, sâu sắc trong va chạm giữa tính cách và hoàn cảnh, cá nhân và môi trường. Nói cách khác giá trị hàng đầu của bút ký là giá trị nhận thức.
Bút ký có thể thuộc về văn học, cũng có thể thuộc về báo chí tùy theo mức độ biểu hiện cái riêng của tác giả và mức độ sử dụng các biện pháp nghệ thuật cùng tính chất tác động của nó đối với công chúng.
Bút ký có thể thiên về khái quát các hiện tượng đời sống có vấn đề, hoặc thiên về chính luận. Nếu ở loại trên, tác giả chú ý nhiều đến việc điển hình hóa những tính cách bằng nhiều biện pháp nghệ thuật như xây dựng cốt truyện (tuy không chặt chẽ như trong truyện ngắn, nhất là không có xung đột duy nhất), sử dụng các yếu tố liên tưởng, trữ tình… thì trường bút ký chính luận thường nổi lên những hiện tượng của đời sống xã hội mà tác giả nắm bắt được cái thực chất bên trong của chúng để mô tả nó một cách chính xác, sinh động, có kèm theo những nhận xét riêng của mình hoặc của nhân vật, phân tích, đánh giá cuộc sống được mô tả. Ở đây yếu tố nghị luận, châm biếm, hài hước thường được sử dụng nhiều hơn.